# Clubiona aliceae
Clubiona aliceae este o specie de păianjeni din genul Clubiona, familia Clubionidae, descrisă de Chickering, 1937.
Este endemică în Panama. Conform Catalogue of Life specia Clubiona aliceae nu are subspecii cunoscute.